# Discriminazione di prezzo
La discriminazione di prezzo indica la strategia commerciale di imporre a consumatori diversi, prezzi diversi per l’acquisto dello stesso (o leggermente differente) bene offerto, a seconda delle caratteristiche conosciute o presunte della domanda.
Questa prassi può essere praticata solo da imprese con forte potere di mercato, ovvero in mercati imperfettamente concorrenziali.

## Forme di discriminazione
Generalmente, si distinguono tre forme di
discriminazione di prezzo sulla base
dell’informazione posseduta da colui che
discrimina (solitamente un’impresa):
1. Discriminazione di primo grado o discriminazione perfetta: il prezzo viene fissato in funzione della qualità dell’acquirente.
2. Discriminazione di secondo grado: il prezzo è lo stesso per tutti i clienti, ma varia secondo la quantità acquistata.
3. Discriminazione di terzo grado: la clientela viene segmentata in sottomercati, in base ai quali viene fissato il prezzo.

### Discriminazione perfetta
La situazione di discriminazione perfetta
si verifica quando il venditore conosce
tutto di ogni consumatore e riesce così ad
ottenere il prezzo massimo che ogni acquirente
è disposto a pagare per l’acquisto
di un certo bene. Si appropria allora di tutto il surplus derivato
dalla transazione. La discriminazione perfetta si può anche
basare sulla conoscenza di ogni caratteristica
perfettamente correlata alla disponibilità
a pagare dell’acquirente. Essendo
capace di dedurre il prezzo massimo che
ogni compratore è disposto a pagare (il
cosiddetto “prezzo di riserva”), il venditore si appropria quindi della differenza tra
il prezzo massimo che il cliente è disposto
a pagare e il prezzo effettivamente pagato
per un determinato bene. Egli ottiene infatti
tutto il surplus del consumatore.

### Domanda unitaria
Per un’unità,
{\displaystyle U_{i}=V_{i}-P} se il consumatore acquista
{\displaystyle U_{i}=0} se il consumatore non acquista nulla

#### Impatto sul benessere
- Ogni consumatore ha un surplus nullo
- Quindi {\displaystyle S=0}
- Ma tutti i consumatori con {\displaystyle v_{i}\leq c} consumano

### Domanda elastica
Sia {\displaystyle D(p)} decrescente, con un numero {\displaystyle n} identici. La tariffa non è lineare. In una situazione di monopolio, è possibile recuperare il surplus. Per quanto riguarda la tariffa in due parti, si ha:
- Un prezzo {\displaystyle p}
- Una somma fissa (abbonamento, prezzo di entrata,…) {\displaystyle A}
- Cioè {\displaystyle T(q)=A+pq}

### Determinazione del prezzo ottimale
Un consumatore ha un surplus {\displaystyle S(q_{1})=\int _{0}^{q_{1}}\left(P(q)-P(q_{1})\right)dq=\int _{0}^{q_{1}}P(q)dq-P(q_{1})q_{1}}
È dunque pronto a pagare un supplemento {\displaystyle A=S(q)}.
Sia {\displaystyle T(q_{1})=\int _{0}^{q_{1}}P(q)dq}, il produttore si appropria di tutto il surplus. 
Questa situazione di discriminazione perfetta resta tuttavia teorica. Infatti, esistono pochi esempi che ne dimostrano la sua applicazione. L’esempio che più si avvicina a questo modello è quello di una cittadina in cui è presente un solo medico. Quest’ultimo potrebbe applicare i prezzi sulla base della capacità di pagare dei propri clienti.
Nonostante l’effetto sia neutro a livello della transazione, il trasferimento di surplus generato dalla discriminazione perfetta avviene a discapito del consumatore. Per questo motivo, le normative a tutela dei consumatori proibiscono spesso le discriminazioni di questo genere ed impongono l’indicazione dei prezzi, in modo tale che sia fissata l’offerta prima che avvenga la transazione (bar, ristoranti, parrucchieri…).

## Discriminazione di secondo grado

### Definizione ed esempi
La discriminazione di secondo grado avviene quando il venditore conosce le differenze tra i consumatori, ma non può identificarle. Propone allora diversi pacchetti:
- Prezzo, Quantità
- Prezzo, Qualità

I consumatori si autoselezionano. Inoltre, bisogna rispettare due vincoli principali:
1. Partecipazione
2. Incentivazione

La forma più generale di discriminazione di secondo grado è la presentazione di un menù (qualità, prezzo) che porta i clienti che danno maggiore importanza alla qualità a pagare di più. L’esempio più banale è un ristorante che propone una serie di menù di prezzi e di sofisticatezza crescente.

### Formulazione matematica

#### Formulazione semplice
Si prenda l’esempio di un cantiniere che ha a disposizione uno stock di due tipi di bottiglie: le bottiglie b di un vino tipico di qualità mediocre e le bottiglie B di un vino di alta qualità. Il nostro cantiniere sa che due tipologie di clienti entrano nel suo negozio: una parte di clienti q non molto intenditori, che cercano solamente l’ebrezza del vino senza badare alla qualità, e un’altra parte di clientela esperta del settore (l-q). N rappresenta il numero di clienti che entrano da lui giornalmente.
I clienti del primo gruppo sono disposti a pagare {\displaystyle p_{l}} per una bottiglia b e {\displaystyle P_{l}>p_{l}} per una bottiglia B. Gli esperti sono invece disposti a pagare {\displaystyle p_{h}}per b e {\displaystyle P_{h}>P_{l},P_{h}>p_{h}} per B. Questa preferenza viene modellizzata come un parametro. La prima tipologia di consumatori ottiene un surplus {\displaystyle p_{l}-p} tramite l’acquisto di una bottiglia b e {\displaystyle P_{l}-P} {\displaystyle p_{h}-p} con l’acquisto di una bottiglia b e un surplus di{\displaystyle P_{h}-P}
Il problema del cantiniere consiste nello scegliere i prezzi p e P delle bottiglie b e B. La sua strategia si basa inizialmente sulla proporzione di acquirenti di ogni tipo. Confrontiamo i seguenti casi:
- Il cantiniere vende le bottiglie B al prezzo {\displaystyle P_{l}}. Ha quindi interesse a non vendere affatto le bottiglie b, guadagnando così {\displaystyle N.P}{\displaystyle l}.
- Il cantiniere vende le bottiglie B al prezzo{\displaystyle P_{h}}e le bottiglie b al prezzo {\displaystyle p_{l}}. Se il cantiniere riesce a vendere a questi prezzi le bottiglie B alla clientela esperta e le bottiglie b all’altra, ottiene un ricavo {\displaystyle \pi =N.q.p_{l}+(1-q).N.P_{h}} (discrimina).

Il cantiniere preferisce la discriminazione se
{\displaystyle N.P_{l}<N.q.p_{l}+(1-q).N.P_{h}}
sia:
{\displaystyle q<{\frac {P_{h}-P_{l}}{P_{h}-p_{l}}}}
{\displaystyle P_{h}-P_{l}}e se è elevata la differenza tra il valore massimo (disponibilità a pagare le bottiglie B da parte della clientela esperta) e il valore minimo (disponibilità a pagare le bottiglie b da parte della clientela inesperta) delle disponibilità a pagare ({\displaystyle P_{h}-p_{l}}).
Supponiamo che il cantiniere trovi interessante discriminare. La discriminazione è ovviamente possibile se {\displaystyle p_{l}>p_{h}}: vi è autoselezione da parte dei clienti. Tuttavia, è possibile supporre che la clientela esperta valorizzi di più qualsiasi vino rispetto al cliente inesperto: {\displaystyle p_{h}>p_{l}}. Il cantiniere deve allora proporre un altro menù di prezzi affinché avvenga la selezione.
Egli vorrebbe allora che:
- La clientela esperta acquistasse una bottiglia B invece di una bottiglia b: {\displaystyle P_{h}-P>p_{h}-p};
- La clientela esperta acquistasse una bottiglia: {\displaystyle P_{h}-P>0} oppure {\displaystyle p_{h}-p>0}
- I clienti inesperti acquistassero una bottiglia b: {\displaystyle p_{l}-p>0}

È evidente che il cantiniere ha interesse nel far pagare il più possibile ai clienti inesperti: {\displaystyle p_{l}-p=0}.
Sostituendo, si ottiene: {\displaystyle P<P_{h}-p_{h}+p_{l}}, a condizione che {\displaystyle P<P_{h}}.
Il cantiniere propone quindi il menù {\displaystyle (p_{l},min\{P_{h},P_{h}-p_{h}+p_{l}\})}

#### Formulazioni complesse
Si possono considerare diverse estensioni che rendono il problema più complesso:
- Il cantiniere può scegliere, oltre ai prezzi, anche la qualità dei vini. Può dunque diminuire la qualità dei vini b per assicurarsi che la clientela esperta acquisti le bottiglie B.
- Il cantiniere ha a sua disposizione più di due qualità diverse, fissate. Si ha allora come risultato generale che la strategia ottimale del cantiniere consiste nel diminuire al massimo la qualità delle bottiglie di minor qualità per guadagnare di più con le bottiglie di miglior qualità. Da un punto di vista empirico, questo spiega come l’eliminazione della terza classe dai treni abbia portato a un calo dei prezzi della prima classe e a un aumento delle tariffe della seconda classe.
- Le disponibilità a pagare degli agenti economici e la gamma delle possibili qualità sono delle variabili continue. Da un punto di vista analitico, l’analisi diviene quindi molto complessa e si avvicina ai problemi di tassazione ottimale.

## Discriminazione di terzo grado
Si suppone che il monopolista possa segmentare il mercato sulla base di informazioni esogene (età, sesso, status – studente/anziano/…–, luogo, canale di distribuzione – grandi superfici/attività commerciali di piccole dimensioni/distributori automatici). È a conoscenza della domanda totale (o media) di ogni singolo segmento in cui è stato diviso il mercato, ma non conosce le domande dei singoli individui. Il monopolista massimizza il profitto fissando un prezzo adatto a ogni segmento. Supponiamo, senza perdita di generalità, che ci siano due segmenti. Indichiamo con Di (P) la domanda del segmento i e con C(Y) il costo totale di produzione. Il problema di monopolio si scrive: MaxP1, P2 P1D1 (P1) + P2 D2 (P2)- C (D1 (P1)+ D2 (P2)).

### Monopolio multiprodotto
Con delle domande indipendenti e delle quantità aggiunte, si può considerare la segmentazione da due punti di vista.
1. O si considera che il monopolista vende due beni diversi (il bene venduto al segmento 1 è diverso dal bene venduto al segmento 2): il problema viene considerato come un caso di monopolio multiprodotto.
2. O invece si considera che il monopolista vende un bene su due mercati diversi: c’è segmentazione e discriminazione.

### Processo della segmentazione
Per il monopolista che ha segmentato il mercato, il costo marginale di produzione non dipende dal segmento sul quale viene venduta l’“ultima” unità: è il ricavo marginale che dipende dal segmento. Il monopolista comincerà a vendere al segmento che gli procura il ricavo marginale più alto. Dal momento che i ricavi marginali sono decrescenti, a partire da un certo livello di produzione, essi sono diventati uguali su entrambi i segmenti. Il monopolista è allora indifferente tra vendere al segmento 1 e vendere al segmento 2: venderà in modo tale che i ricavi marginali dei due segmenti restino uguali, fino a che il loro livello sia uguale al costo marginale. Ne derivano quindi due risultati:
1. Il monopolio discriminante di terzo grado rende uguali tra loro i ricavi marginali dei segmenti.
2. Il monopolio discriminante di terzo grado rende uguali i ricavi marginali dei segmenti al costo marginale di produzione.